# Zbyněk Bruthans
Zbyněk Bruthans (* 16. červen 1933 Český Brod – zemřel údajně v dubnu 1996, pohřben v Českém Brodě), často chybně uváděn jako Zbyněk Brudhans nebo B. Bruthans (na některých filmových webech u filmu Kladivo na čarodějnice), byl československý herec.
Kolem roku 1972 (bližší informace není k dohledání) byl ředitelem Klicperova divadla.
Příležitostně jezdil sám se svým programem po vojenských útvarech a velmi dojímavým způsobem dokázal rozplakat i ty nejotrlejší tvrďáky při vyprávění Osudu člověka od Michaila Šolochova při hudebním doprovodu z magnetofonu.
Nejznámější jsou jeho vystoupení s Ivanem Mládkem, účinkoval ve velkém množství jeho pořadů, videoklipů a grotesek (Čundrcountryshow, Sportovní hry pod Kozím Hrádkem, Chaloupka v Blatné a další). Poslední známé vystoupení Zbyňka Bruthanse bylo v 16. díle Čundrcountryshow, kde ztvárnil roli akademika Zdeňka Nejedlého, kterého donesli na jeviště v židli, kterou však vzápětí opustil s tím, že byl "na malý a možná trochu i na velký". Mylně se dosud uvádělo, že jeho poslední vystoupení bylo již ve 14. díle, kde představoval jednoho z transvestitů, účastnil se i družstevního ping-pongu a boxu.
V letech 1971–1972 jezdil s manželkou a dcerou Julií na víkendové pobyty na Babylonu u Domažlic.

## Filmografie
- Kladivo na čarodějnice (1969, role: Carolus)
- Koncert (1980, jeden z pořadatelů koncertu)[2]
- Inzerát (1983, policista)
- Sportovní hry na Kozím Hrádku (TV groteska, 1990, jeden z kamarádů)

## Vystoupení v pořadech a videoklipech
- Chaloupka v Blatné (videoklip, 1986, babička)
- Možná přijde i kouzelník (TV pořad, 1986, 9. díl, "Vánoce", dědek)
- Čundrcountryshow (pořad, 1994, více dílů, především jako Netvor 94)
- U požární zbrojnice (videoklip, 1987, starý hasič)

## V groteskách Ivana Mládka
- Po stopách krve (nedatováno – nedohledáno, upír)
- Sedm statečných (nedatováno – nedohledáno, bandita)
- Ufobába (nedatováno – nedohledáno, postava Ufobáby)
- Čuk a Gek (nedatováno – nedohledáno, Gek)
- Hudební reklamní klip na Cestovní kancelář Tuzexu Když jsem bejval papaláš (1990, papaláš)[3]
- Sportovní hry na Kozím Hrádku (1990, sběrač hub)
- Jeníček a Mařenka (1996, bába na poli)